# Danny Clark
Daniel Clark (conocido como Danny Clark; Launceston, 30 de agosto de 1951) es un deportista australiano que compitió en ciclismo en la modalidad de pista, especialista en las pruebas de keirin, puntuación y medio fondo; aunque también disputó carreras de ruta.
Participó en los Juegos Olímpicos de Múnich 1972, obteniendo la medalla de plata en la prueba del kilómetro contrarreloj y el décimo lugar en persecución por equipos. Ganó once medallas en el Campeonato Mundial de Ciclismo en Pista entre los años 1980 y 1991.
Es uno de los grandes dominadores de las carreras de seis días, en las que obtuvo 75 triunfos.
En 1986 fue condecorado con la Medalla de la Orden de Australia (OAM)  y en 2001 con la Medalla Deportiva Australiana.

## Medallero internacional
| Juegos Olímpicos   | Juegos Olímpicos        | Juegos Olímpicos  | Juegos Olímpicos  |
| Año                | Lugar                   | Medalla           | Competición       |
| ------------------ | ----------------------- | ----------------- | ----------------- |
| 1972               | Múnich (RFA)            | Medalla de plata  | 1 km contrarreloj |
| Campeonato Mundial |                         |                   |                   |
| Año                | Lugar                   | Medalla           | Competición       |
| 1980               | Besanzón (Francia)      | Medalla de oro    | Keirin (P)        |
| 1981               | Brno (Checoslovaquia)   | Medalla de oro    | Keirin (P)        |
| 1981               | Brno (Checoslovaquia)   | Medalla de plata  | Puntuación (P)    |
| 1982               | Leicester (Reino Unido) | Medalla de plata  | Keirin (P)        |
| 1983               | Zúrich (Suiza)          | Medalla de plata  | Keirin (P)        |
| 1985               | Bassano (Italia)        | Medalla de plata  | Medio fondo (P)   |
| 1987               | Viena (Austria)         | Medalla de plata  | Medio fondo (P)   |
| 1988               | Gante (Bélgica)         | Medalla de oro    | Medio fondo (P)   |
| 1990               | Maebashi (Japón)        | Medalla de bronce | Puntuación (P)    |
| 1990               | Maebashi (Japón)        | Medalla de bronce | Medio fondo (P)   |
| 1991               | Stuttgart (Alemania)    | Medalla de oro    | Medio fondo (P)   |

## Palmarés
| 1970 - 2.º en la prueba de Persecución en los Juegos de la Commonwealth 1971 - Campeonato de Australia del kilómetro 1972 - 2.º en los Juegos Olímpicos de Múnich en la prueba del kilómetro contrarreloj - Campeonato de Australia del kilómetro 1973 - Campeonato de Australia del kilómetro - Campeonato de Australia de persecución 1974 - Seis días de Sídney (con Frank Atkins) 1976 - Seis días de Gante (con Donald Allan) - 2.º en el Campeonato Europeo de madison (con Donald Allan) 1977 - Campeón de Europa en Ómnium Endurance - Seis días de Münster (con Donald Allan) - Seis días de Róterdam (con René Pijnen) 1978 - Campeón de Europa en Ómnium Endurance - 2.º en el Campeonato Europeo de madison (con Francesco Moser) - Seis días de Róterdam (con René Pijnen) - Seis días de Amberes (con Freddy Maertens) - Seis días de Londres (con Donald Allan) - Seis días de Copenhague (con Donald Allan) - Seis días de Herning (con Donald Allan) 1979 - Campeón de Europa de Madison (con Donald Allan) - Seis días de Gante (con Donald Allan) - Seis días de Bremen (con René Pijnen) - Seis días de Maastricht (con Donald Allan) 1980 - Campeonato Mundial keirin - Seis días de Münster (con Donald Allan) - Seis días de Londres (con Donald Allan) - Seis días de Hannover (con Donald Allan) - Seis días de Colonia (con René Pijnen) - Seis días de Múnich (con Donald Allan) - Seis días de Grenoble (con Bernard Thévenet) 1981 - Campeonato Mundial keirin - 2.º en el Campeonato Mundial puntuación - Seis días de Róterdam (con Donald Allan) - Seis días de Múnich (con Donald Allan) 1982 - 2.º en el Campeonato Mundial keirin - Seis días de Gante (con Donald Allan) - Seis días de Herning (con Donald Allan) - Seis días de Dortmund (con Henry Rinklin) 1983 - Campeón de Europa en Ómnium Endurance - 2.º en el Campeonato Mundial keirin - Seis días de Dortmund (con Anthony Doyle) - Seis días de Berlín (con Anthony Doyle) 1984 - Campeón de Europa en Ómnium Endurance - Seis días de Maastricht (con René Pijnen) - Seis días de Berlín (con Horst Schütz) 1985 - Campeonato Europeo de Derny - 2.º en el Campeonato Mundial detrás de moto - Seis días de Róterdam (con René Pijnen) - Seis días de Maastricht (con Anthony Doyle) - Seis días de Colonia (con Dietrich Thurau) - Seis días de Berlín (con Hans-Henrik Ørsted) 1986 - Campeón de Europa en Ómnium Endurance - Campeonato Europeo de Derny - Seis días de Gante (con Anthony Doyle) - Seis días de Róterdam (con Francesco Moser) - Seis días de Copenhague (con Anthony Doyle) - Seis días de Múnich (con Dietrich Thurau) - Seis días de Dortmund (con Anthony Doyle) - Seis días de Berlín (con Anthony Doyle) - Seis días de Bassano del Grappa (con Roberto Amadio y Francesco Moser) - Seis días de Launceston (con Anthony Doyle) - Seis días de París (con Bernard Vallet) | 1987 - 2.º en el Campeonato Mundial detrás de moto - 2.º en el Campeonato Europeo de Derny - Seis días de Gante (con Etienne De Wilde) - Seis días de Róterdam (con Pierangelo Bincoletto) - Seis días de Amberes (con Etienne De Wilde) - Seis días de Copenhague (amb Anthony Doyle) - Seis días de Bremen (con Dietrich Thurau) - Seis días de Maastricht (con Anthony Doyle) - Seis días de Dortmund (con Roman Hermann) 1988 - Campeón del mundo detrás de moto - Campeón de Europa de Madison (con Anthony Doyle) - Campeón de Europa detrás de moto - Seis días de Münster (con Anthony Doyle) - Seis días de Róterdam (con Anthony Doyle) - Seis días de Bremen (con Anthony Doyle) - Seis días de Múnich (con Anthony Doyle) - Seis días de Dortmund (con Anthony Doyle) - Seis días de Berlín (con Anthony Doyle) - Seis días de París (con Anthony Doyle) - Seis días de Bassano del Grappa (con Francesco Moser) 1989 - Campeón de Europa de Madison (con Anthony Doyle) - 2.º en el Campeonato Europeo de Derny - Seis días de Copenhague (con Urs Freuler) - Seis días de Colonia (con Anthony Doyle) - Seis días de Grenoble (con Gilbert Duclos-Lassalle) - Seis días de Bassano del Grappa (con Adriano Baffi) - Seis días de Stuttgart (con Uwe Bolten) 1990 - Campeonato Europeo de Derny - Campeonato de Australia madison (con Robert Bruns) - 3.º en el Campeonato Mundial detrás de moto - 3.º en el Campeonato Mundial Puntuación - Seis días de Gante (con Roland Günther) - Seis días de Copenhague (con Jens Veggerby) - Seis días de Bremen (con Roland Günther) - Seis días de Múnich (con Anthony Doyle) 1991 - Campeón del mundo detrás de moto - Seis días de Copenhague (con Jens Veggerby) - Seis días de Dortmund (con Rolf Aldag) 1992 - Seis días de Copenhague (con Urs Freuler) - Seis días de Stuttgart (con Pierangelo Bincoletto) 1993 - Campeonato de Australia del kilómetro (con Matthew Gilmore) - Seis días de Buenos Aires (con Marcelo Alexandre) 1994 - Seis días de Gante (con Etienne De Wilde) - Seis días de Bremen (con Andreas Kappes) 1995 - Seis días de Copenhague (con Jimmi Madsen) - Seis días de Dortmund (con Rolf Aldag) - Seis días de Stuttgart (con Etienne De Wilde) 2000 - Seis días de Numea (con Graeme Brown) |